# پیتر سیمپسون
پیتر سیمپسون (انگلیسی: Peter Simpson؛ زادهٔ ۱۳ ژانویهٔ ۱۹۴۵) بازیکن فوتبال اهل بریتانیا است.
از باشگاه‌هایی که در آن بازی کرده‌است می‌توان به باشگاه فوتبال هندون و باشگاه فوتبال آرسنال اشاره کرد.